# Ciechowice
Ciechowice is een dorp in de Poolse woiwodschap Silezië. De plaats maakt deel uit van de gemeente Nędza en telt 487 inwoners.